# Джозая Віллард Гіббс
Джоза́я Ві́ллард Гіббс (англ. Josiah Willard Gibbs, Джовса́я Ви́лард Ґи́бз; 11 лютого 1839, Нью-Гейвен, США — 28 квітня 1903, там само) — американський математик та фізик, один із засновників векторного аналізу та математичної теорії термодинаміки.

## Біографія
Народився в сім'ї професора теології. Спочатку навчався в Єльському університеті Нью-Гейвена і у 1858 році закінчив його. Із 1863 працював над докторською з філософії і отримав її у 1866, а в 1871 р. — посаду професора.
У 1876–1878 роках написав серію статей із загальною назвою «Про рівновагу гетерогенних субстанцій» англ. «On the Equilibrium of Heterogeneous Substances», яка стала одним з великих досягнень у фізиці XIX-го століття і базою фізичної хімії.
У 1880 році отримав премію Румфорда як засновник хімічної термодинаміки. У 1901 році був нагороджений медаллю Коплі́ (англ. Copley Medal).
Став членом Геттінгенської академії наук.

## Наукове визнання
Визнання прийшло до вченого не відразу (зокрема тому, що Гіббз в основному публікувався у «Transactions of the Connecticut Academy of Sciences» — журналі, який видавався під редакцією його зятя-бібліотекаря і який мало читали в Сполучених Штатах та ще менше — в Європі). Мало хто з європейських фізиків-теоретики і хіміків (серед них був Джеймс Клерк Максвелл) звертав увагу на його роботи. Лише після того, як статті Гіббса були перекладені на німецьку (Вільгельмом Оствальдом 1892 р.) та французьку (Анрі Луї ле Шательє 1899 р.), його ідеї набули поширення в Європі. Його теорія правила фаз була експериментально підтверджена в роботах Х. В. Бакхейса Розебома, який продемонстрував її застосування в різних аспектах.
На рідному континенті Гіббсу в 1880 р. Американська академія мистецтв і наук присудила премію Румфорда за роботи з термодинаміки. А в 1910 році в пам'ять про вченого Американське хімічне товариство з ініціативи Вільяма Конверса запровадило медаль Вілларда Гіббса.
Американські школи й коледжі того часу акцентувалися на традиційних дисциплінах, а не на науці, і студенти мало цікавилися його лекціями в Єлі. Знайомі Гіббса так описували його роботу в Єлі:
«В свої останні роки життя він залишався високим, благородним джентльменом з широкою ходою і здоровим кольором обличчя, який справлявся зі своїми обов'язками по дому, був доступним і чуйним до студентів. Гіббса високо цінували друзі, але американська наука була занадто стурбована практичними питаннями, щоб запровадити його фундаментальні теоретичні роботи під час його життя. Він прожив тихе життя в Єлі і глибоко захоплювався декількома здібними студентами, не створюючи на американських вчених першого враження, зіставного з його талантом». (Кроутер, 1969)
Не слід думати, що при житті Гіббс був маловідомим. Наприклад, математик Джан-Карло Рота, переглядаючи стелажі з літературою по математиці в бібліотеці Стерлінга (при Єльскому Університеті), натрапив на написаний рукою Гіббса і прикріплений до якогось конспекту список адресатів. Список налічував понад двісті відомих математиків того часу, зокрема, Пуанкаре, Гільберта, Больцмана і Маха. Можна прийти до висновку, що серед корифеїв науки праці Гіббса були відомі більше, ніж про це свідчать публікації.
Досягнення Гіббса, однак, були остаточно визнанні лише з появою в 1923 році публікації Гільберта Ньютона Льюїса і Мерла Рендалла «Thermodynamics and the Free Energy of Chemical Substances», яка ознайомила з методами Гіббса хіміків з різних університетів. Ці ж методи лягли, в більшій частині, в основу хімічної технології.
Список академій і товариств, членом яких він є, включаючи академію мистецтв і наук Коннектикуту, Національну академію наук, Американське філософське товариство, Голландське наукове товариство, Гарлем; Королівське наукове товариство, Геттінген; Королівський інститут Великої Британії, Кембриджське філософське товариство, Лондонське математичне товариство, Манчестерське літературне і філософське товариство, Королівську академію Амстердама, Лондонське королівське товариство, Королівську Прусську академію в Берліні, Французький інститут, Фізичне товариство Лондона та Баварську академію наук.
На думку Американського математичного товариства, яке запровадило в 1923 році так званні Гіббсівські лекції для підняття загальної компетенції в математичних підходах і застосуваннях, Гіббс був одним із найвеличніших з вчених, коли-небудь народжених на американській землі.

## Векторне числення
Гіббс усвідомив необхідність застосування векторної алгебри, за допомогою якої можна легко і доступно висловити досить складні просторові співвідношення, пов'язані з різними розділами фізики. Гіббс завжди усвідомлював елегантність використовуваного ним математичного апарату, тому з особливим бажанням застосовував векторну алгебру. Однак у теорії кватерніонов Гамільтона він не знайшов інструменту, який би задовольняв усі його вимоги. У зв'язку з цим він поділяв погляди багатьох дослідників, які відкидали кватерніонний аналіз, незважаючи на його логічну обґрунтованість, на користь більш простого і прямого описового апарату — векторної алгебри — і в 1881 і 1884 роках професор Гіббс таємно випустив докладну монографію з векторного аналізу, математичний апарат якого він розробив
Під час роботи над своєю книгою Гіббс покладався в основному на працю «Ausdehnungslehre» Грассмана і на алгебру кратних співвідношень. Згадані дослідження надзвичайно зацікавили Гіббса, і, як він згодом відзначав, дали йому найбільшого естетичне задоволення серед усіх його занять. Багато робіт, у яких він відкидав теорію кватерніонів Гамільтона, з'являлися на сторінках журналу Nature.
Коли зручність векторної алгебри як математичної системи за наступні 20 років було підтверджено ним самим і його учнями, Гіббс погодився, хоч і неохоче, на публікацію більш докладної роботи з векторного аналізу. Оскільки в той час він був цілком поглинений іншою темою, підготовка рукопису до публікації була довірена одному з його учнів, доктору Е. Б. Вілсону, який упорався з цим завданням. Нині Гіббс заслужено вважається одним з творців векторного числення в його сучасній формі.
Крім цього, професор Гіббс був украй зацікавлений у застосуванні векторного аналізу для розв'язання астрономічних задач і навів безліч подібних прикладів у статті «Про визначення еліптичних орбіт за трьома повним спостереженнями». Методи, розвинені в цій роботі, були згодом використані професорами В. Біб (W. Beebe) і А. В. Філліпсом (AW Phillips) для розрахунку орбіти комети Свіфта виходячи з трьох спостережень, що стало серйозною перевіркою методу. Вони виявили, що метод Гіббса має значні переваги над методами Гаусса та Оппольцера, збіжність підходящих наближень була швидшою, а на знаходження фундаментальних рівнянь для розв'язання витрачалося набагато менше сил. Ці дві статті були перекладені на німецьку мову Бухгольца (нім. Hugo Buchholz) і включені в друге видання Theoretische Astronomie Клінкерфуса.

## Праці
- серія статей «On the Equilibrium of Heterogeneous Substances»
- The collected works, v. 1-2, N. Y. — L., 1928;
- The scientific papers, v. 1-2, N. Y., 1906 (в перекладі російською мовою — «Основные принципы статистической механики», М. — Л., 1946;

## Його ім'ям названо
- Вільна енергія Гіббса
- Розподіл Гіббса
- Парадокс Гіббса
- Ентропія Гіббса